# ویلیام ام. استوارت
ویلیام ام. استوارت (به انگلیسی: William M. Stewart) سناتور سابق عضو حزب جمهوری‌خواه ایالات متحده آمریکا بود. وی در سال ۱۸۶۴ تا ۱۸۷۵ و ۱۸۸۷ تا ۱۸۹۳ و ۱۸۹۳ تا ۱۹۰۵ میلادی سناتور ایالت نوادا در سنای ایالات متحده آمریکا بود.